# Чимборазо
Вулкан Чимборазо (шпански изговор: ) је неактивни стратовулкан и смештен је у Јужној Америци. Налази се у централном делу Еквадора у истоименој провинцији. Један је од многих вулкана на простору Анда који представљају продужетак Кордиљерског масива у Јужној Америци. 

## Географија
Чимборазо је лоциран у Западном делу Анда, и својом висином представља највиши врх Еквадора са висином од 6.262 м. Иако је официјелно утврђено да не представља највиши вулкан на планети Земљи, његов кратер је најудаљенији од Земљиног језгра и представља најудаљенију тачку на Земљи. Налази се 150 км- југо–западно од главног града Еквадора и заједно са Котопаксијем, Кајамбеом, Антисаном, Пичинчом, Иљинисом, Килотоом, Тунгураом, Сангајем и Ревентадором представља такозвану авенију вулкана на простору Анда. 

### Глацијација
Врх Чимбораза је у потпуности прекривен глечерима, чији се поједини рукавци спуштају до 4 600 m на североистоку. Ледени покривач Чимбораза је извор воде за становништво провинција Боливар и Чимборазо у Еквадору. Ледена маса глечера опала је током последњих деценија, за шта се сматра да је у великој мери последица климатских промена, затим утицаја недавне вулканске активности  вулкана Тунгураје, чији је пепео покрио површину ледника, као и утицаја феномена Ел Нињо.
Као и на другим еквадорским планинама захваћеним глацијацијом, глацијални лед Чимбораза копају локални становници да би га продавали на пијацама Гваранда и Риобамба. Ранијих дана људи су транспортовали лед за хлађење до приобалних градова као што су Бабахојо или Винцес.

## Настанак
Постанак Чимбораза није утврђен али се сматра да је настао почетком раног плеистоцена. Чимборазо представља композитни неактивни стратовулкан, који је током његове дуге историје формирања доживео три ерупције које су значајне за његов састав и изглед. Прва али такође и најважнија ерупција претежно базичне лаве, је значајна за формирање урушене калдере у комплексу вулкана. Друга ерупција која се догодила на источном обронку урушене калдере потпуно је урушила калдеру која ће бити формирана при трећој и последњој ерупцији вулкана. Трећа ерупција је плинијска ерупција која својим интензитетом заслужуј да се спомене у историји формирања вулкана. У геолошки састав вулкана углавном улазе магматске стене као што су: андезит, базалт, диорит, дацит.

## Историја
Чимборазо је одувек био важан становништву Еквадора. Поред тога што је атрактивна дестинација планинарима и туристима, важан је и као национални симбол. Наиме врх Чимбораза се налази на штиту на грбу Еквадора. Током историје био је инспирација сликарима и песницима међу којима је најзначајнија поема  Симона Боливара, јужноамеричког револуционара и борца за слободу јужноамеричких држава. Чимборазове падине је међу првима освојио Александар Фон Хумболт у својој експедицији на Амерички континент 1802. године заједно са двојицом пратиоца. Он је успео да се попне до 5.878 м али до самог врха није могао да дође због превеликог ваздушног притиска. Он је инспирисао такође и Чарлса Дарвина да се и он окуша у покоравању Чимбораза што је и успео, где је заједно са својим тимом радио научна истраживања флоре и фауне на том подручју. 

## Резерват Чимборазо
Еквадорска влада је локалитет Чимборазо прогласила резерватом природе у циљу да заустави уништавање екосистема. Резерват је основан 1987. године и простире се на више од 58.560 хектара. Један од циљева је да штити једне од последњих примерака дивљих лама, алпака и викуња и омогући размножавање у заштићеним зонама као и да промовише врсту ових не тако познатих животиња из породице камила. Такође резерват штити урушену калдеру која се налази на надморској висини од 5.020 м. У оквиру резервата налази се и велика шума патуљастих биљака Polylepis и Ла Кореа каскадни водопади са висином од 60 м.